# Piotr Kałwa
Piotr Kałwa (ur. 18 października 1893 w Cudzynowicach, zm. 17 lipca 1974 w Kuźnicy) – polski duchowny rzymskokatolicki, biskup diecezjalny lubelski w latach 1949–1974.

## Życiorys
Święcenia kapłańskie otrzymał 1 czerwca 1916 w Kielcach. Studiował prawo i teologię na Katolickim Uniwersytecie Lubelskim, gdzie w 1935 został profesorem. Aresztowany w latach 1939–1940, powrócił do Lublina w 1945 jako profesor prawa kanonicznego.
Jego dorobek naukowy obejmuje ok. 30 pozycji, głównie z zakresu prawa małżeńskiego, kanonicznego i świeckiego. Od 1934 był członkiem korespondentem, a od 1944 członkiem czynnym Towarzystwa Naukowego Katolickiego Uniwersytetu Lubelskiego. W 1948 został członkiem współpracownikiem Komisji Historyczno-Prawnej Polskiej Akademii Umiejętności.
30 maja 1949 został mianowany biskupem diecezjalnym diecezji lubelskiej. Konsekrowany został 29 czerwca 1949 przez prymasa Stefana Wyszyńskiego. Jako zawołanie biskupie przyjął słowa „Fortes in fide” (Mocni w wierze). W latach 1949–1974 był wielkim kanclerzem KUL-u. Zasiadał w Radzie Głównej Episkopatu Polski.
Uczestniczył we wszystkich czterech sesjach soboru watykańskiego II.
Zmarł nagle 17 lipca 1974 w Kuźnicy na Helu. Mszy pogrzebowej w katedrze św. Jana Chrzciciela i św. Jana Ewangelisty w Lublinie przewodniczył kardynał Karol Wojtyła, arcybiskup metropolita krakowski, a kazanie wygłosił kardynał Stefan Wyszyński, prymas Polski.

## Odznaczenia i wyróżnienia
W 1938 został odznaczony Złotym Krzyżem Zasługi „za zasługi na polu pracy społecznej".
W 1958 otrzymał doktorat honoris causa Katolickiego Uniwersytetu Lubelskiego.